# Jean-Pierre Alem
Jean-Pierre Alem, pseudonyme de Jean-Pierre Georges Alphonse Callot, né à Nancy le 24 janvier 1912 et mort à Paris le 7 juillet 1995, est un romancier et essayiste français.

## Biographie
Ancien élève de l'École polytechnique (promotion 1931), il est ingénieur de formation.
Pendant la Seconde Guerre mondiale, il occupe de hautes fonctions dans les services secrets français et publie, dès la fin du conflit, de nombreux essais érudits sur l'espionnage et la situation politique de plusieurs pays, notamment du Proche-Orient.
En parallèle, il fait paraître sous son patronyme des articles, dont Les Polytechniciens et l'Aventure saint-simonienne qu'il reprendra et développera en 1963 sous le pseudonyme de Jean-Pierre Alem dans le livre Enfantin, le prophète aux sept visages. Il donne aussi des romans qui, pour la plupart, touchent aux genres policier et d'espionnage. Il remporte le grand prix de littérature policière en 1967 pour Le Crocodile dans l'escalier.
De 1977 à 1989, il est rédacteur en chef de La Jaune et la Rouge, revue des anciens élèves de l'École polytechnique.

## Œuvres

### Romans

#### Romans d'espionnage
- Cartes sous table, Paris, Ferenczi & fils Éditeurs, coll. « Feux rouges », 1959, 192 p. (BNF 32900446)
- La Péniche aux berlues, Clarens-Montreux, Suisse, Éditions L'Arabesque, 1961
- Tu reviendras Thomas, Genève, Suisse, Éditions Famot, 1976

#### Romans policiers
- La Sourde, Paris, Éditions S.E.P.E., coll. « Le Labyrinthe », 1946, 192 p. (BNF 31709005)
- Le Crocodile dans l'escalier, Paris, Presses de la Cité, coll. « Un Mystère », 2e série no 34, 1967, (BNF 32959994)

#### Autres romans
- L'Auberge de Mimas, Paris, Éditions Jean Vigneau, 1946, 237 p. (BNF 31709003)
- Croque-strophes, Paris, Éditions du Bicorne, 1992, 93 p. (BNF 35676526)

### Essais

#### Signés Jean-Pierre Alem seul
- L'Arménie, Paris, Presses universitaires de France, coll. « Que sais-je ? » no 851, 1959 ; réédition refondue, 1983, 127 p.  (ISBN 2-13-038217-7)
- Enfantin. Le Prophète aux sept visages, Paris, Éditions J.-J. Pauvert, 1963, 227 p. (BNF 32900447)
- Le Proche-Orient arabe, Paris, Presses universitaires de France, coll. « Que sais-je ? » no 819, 1964 ; réédition mise à jour, 1982, 127 p.  (ISBN 2-13-036807-7)
- Juifs et Arabes, 3 000 ans d'histoire, Paris, Éditions B. Grasset, 1968, 384 p. (BNF 32900448)
- Jeux mathématiques, Paris, Tchou, 117 p., 1970 (BNF 35199551)
- Terre d'Israël, Paris, Le Seuil, 1973, 319 p. (BNF 35335111)
- Jeux de l'esprit et divertissements mathématiques, Paris, Le Seuil, 1975, 328 p. (BNF 34551340)
- L'Espionnage et le Contre-espionnage, Paris, Presses universitaires de France, coll. « Que sais-je ? » no 1819, 1980  (ISBN 2-13-036329-6)
- Nouveaux jeux de l'esprit et divertissements mathématiques, Paris, Le Seuil, 1981, 325 p.  (ISBN 2-02-005976-2)
- La Déclaration Balfour. Aux sources de l'état d'Israël, Bruxelles, Belgique, Éditions Complexe, coll. « La mémoire du siècle », 1982, 151 p.  (ISBN 2-87027-092-5)
- L'Espionnage à travers les âges, Paris, Éditions Stock, 1983, 513 p.  (ISBN 2-234-00739-9)
- L'Espionnage. Histoires, méthodes, Paris, Éditions Charles-Lavauzelle et Cie, coll. « L'Histoire, le moment », 1987, 466 p.  (ISBN 2-7025-0175-3)

#### Signés en collaboration
- Avec Jean-Pierre Lemarchand, Notre Indochine, Paris, S.E.P.E., coll. « Les Épopées françaises », 1945 (BNF 34187422)
- Avec Patrick Bourrat, Le Liban, Paris, Presses universitaires de France, coll. « Que sais-je ? », 1963 ; réédition mise à jour, 2000, 127 p.  (ISBN 2-13-050739-5)

## Prix
- Grand prix de littérature policière 1967 pour Le Crocodile dans l'escalier[2]

## Sources
- Claude Mesplède, Dictionnaire des littératures policières, vol. 1 : A - I, Nantes, Joseph K, coll. « Temps noir », 2007, 1054 p. (ISBN 978-2-910-68644-4, OCLC 315873251), p. 51.